# やよい

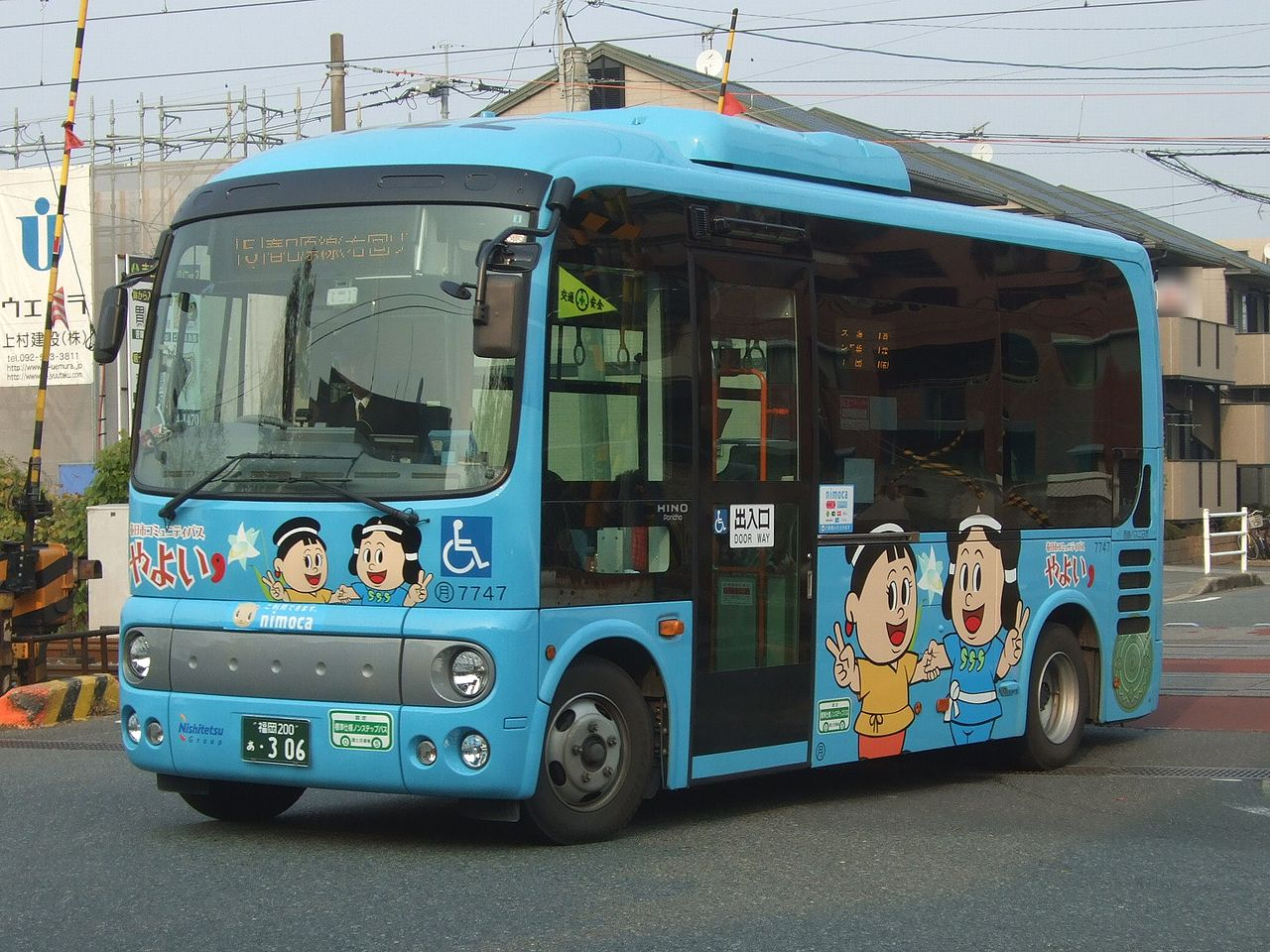
現在の車両

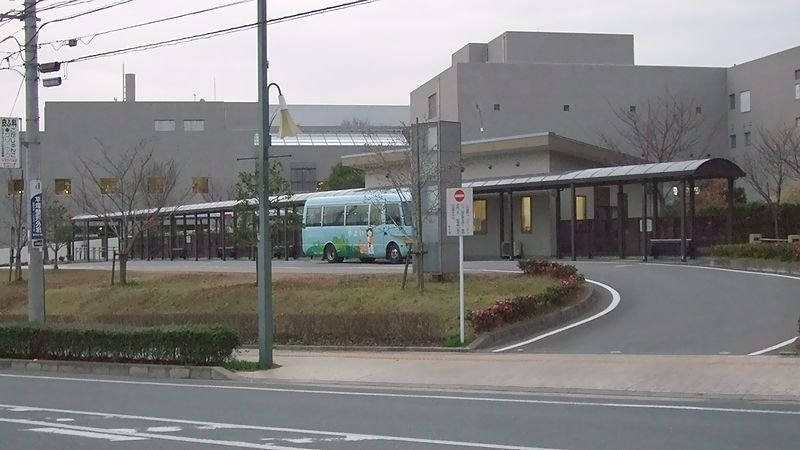
バスセンター

やよいは、福岡県春日市が運行するコミュニティバスである。
西日本鉄道（西鉄）の分離子会社である西鉄バス二日市に運行を委託している。

## 概要
2003年（平成15年）3月2日に運行を開始した。
春日市内では西鉄バスの路線が市内各地にあるが、いずれも住宅地と西鉄春日原駅・JR春日駅・博多南駅といった市域端部にある鉄道駅や福岡市内を結ぶ路線であり、春日市内にある公共施設や医療施設（春日市役所、春日市ふれあい文化センター、市民図書館、春日公園、福岡徳洲会病院など）はバス停から離れており不便であったため、市内の公共施設・医療施設・大規模小売店などと市内各地を結ぶ目的で運行開始されたコミュニティバスである。
愛称の「やよい」は春日市民を対象とした一般公募における81件の応募の中から選定された。春日市に弥生時代の遺跡が多数あることにちなみ、市が使用している愛称「弥生の里」にちなむ。

## 沿革

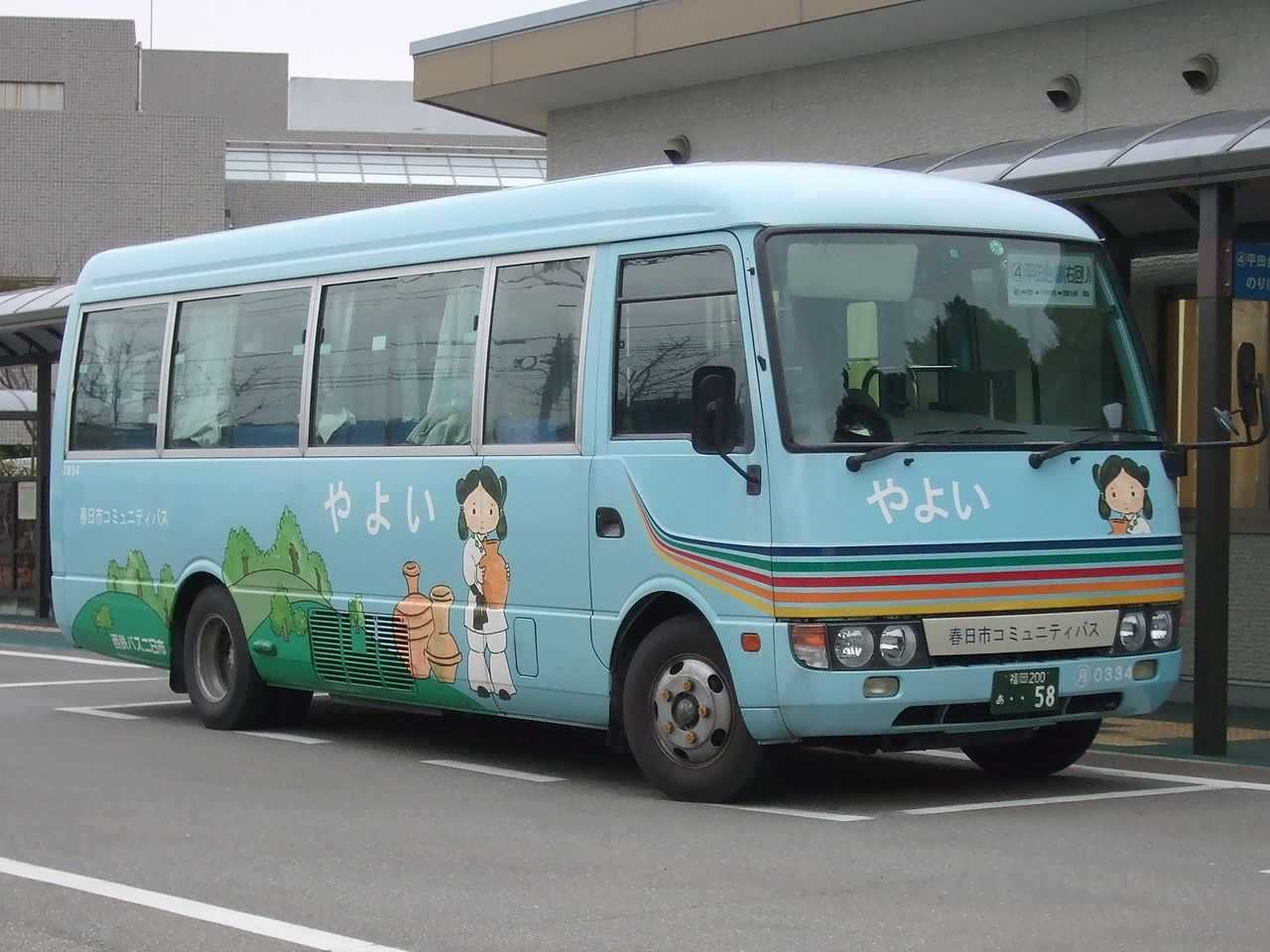
運行開始時から2013年まで使用された車両

1999年度に市役所内検討委員会を設置し、翌2000年度に市民アンケートを実施、2001年8月に福祉団体など3団体から推薦された3人と公募の市民12人による春日市コミュニティバス導入市民懇話会を設置し、諸準備ののち運行を開始した。
- 2003年3月2日 - 運行開始[2]。
- 2004年7月15日 - ダイヤ改正。上白水線・平田台線・春日原線で一部ルート変更[3]
- 2005年7月1日 - ダイヤ改正。バスセンターでの接続時間確保のため、運行間隔を40分毎から45分毎に変更。終発の繰り下げ（バスセンター18:00→19:00）[4]
- 2007年1月17日 - 利用者100万人突破
- 2007年3月1日 - 桜ヶ丘線右回りで一部ルート変更。同線のみダイヤ改正[5]。
- 2007年3月18日 - 利用者100万人突破記念イベント「やよいまつり」を開催[6]。
- 2008年3月1日 - 春日原線で一部バス停移設
- 2013年8月26日 - 二代目車両を導入[7][8]。
  - 運賃支払い方式を前払いから後払いに変更
  - nimoca及び相互利用可能な交通系電子マネーへの対応
  - 車内への両替機の設置（初代車両では両替機なし）
- 2015年3月1日 - ダイヤ改正。
  - 星見ヶ丘線・春日公園線を新設し、それに伴い車両を6台から8台に増車
  - 各路線の一部ルート変更
  - 土日祝日ダイヤの導入
  - 始発・終発の繰り上げ（始発はバスセンター9:00→8:30、終発はバスセンター19:00→平日18:05/土日祝日18:10）
  - 運行間隔を45分毎から平日55分毎/土日祝日65分毎に変更し、各路線14便→平日11便/土日祝日10便に減便
- 2016年3月1日 - ダイヤ改正。春日公園線に春日警察署前バス停を新設[9]。
- 2017年3月1日 - ダイヤ改正。
  - 春日原線・上白水線の一部ルート変更
  - 土日祝日ダイヤの廃止（平日・土日祝日ダイヤ共通化）
  - 運行間隔を52分毎に変更し、各路線12便に増便
- 2018年3月1日 - ダイヤ改正。
  - 春日原線・須玖線の一部ルート変更
  - 一部バス停の移設・新設
  - 運行間隔を54分毎に変更
- 2019年3月1日 - ダイヤ改正。
  - 春日原線の一部ルート変更
  - 須玖線の停車地変更
  - 運行間隔を55分毎に変更
- 2024年9月16日 - この日より、70歳以上の春日市民を対象とした運賃無料化を実施[10]。事前申込みが必要で、専用のICカードを使用する。

## 路線

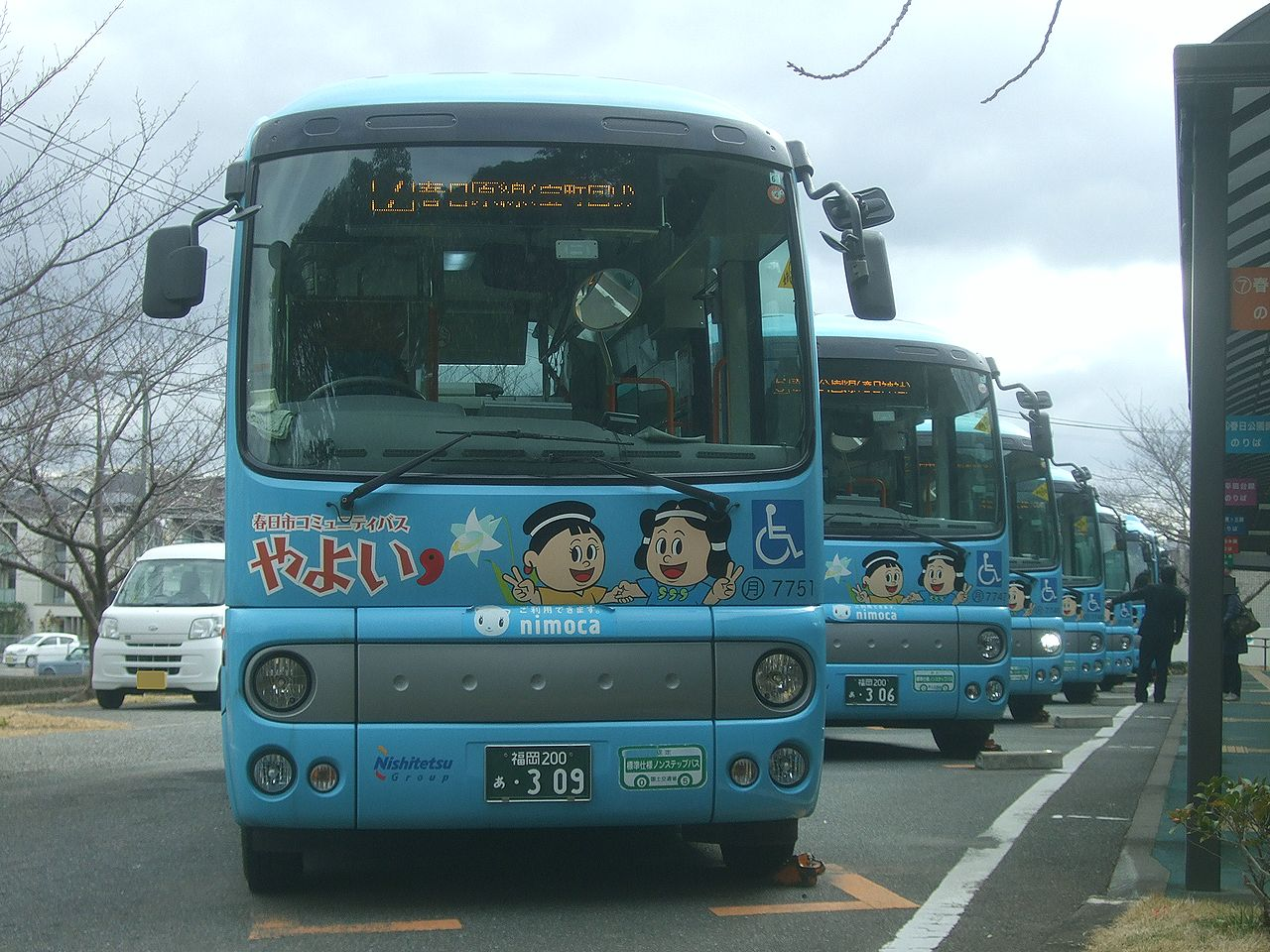
バスセンターで並んで待機する「やよい」の車両

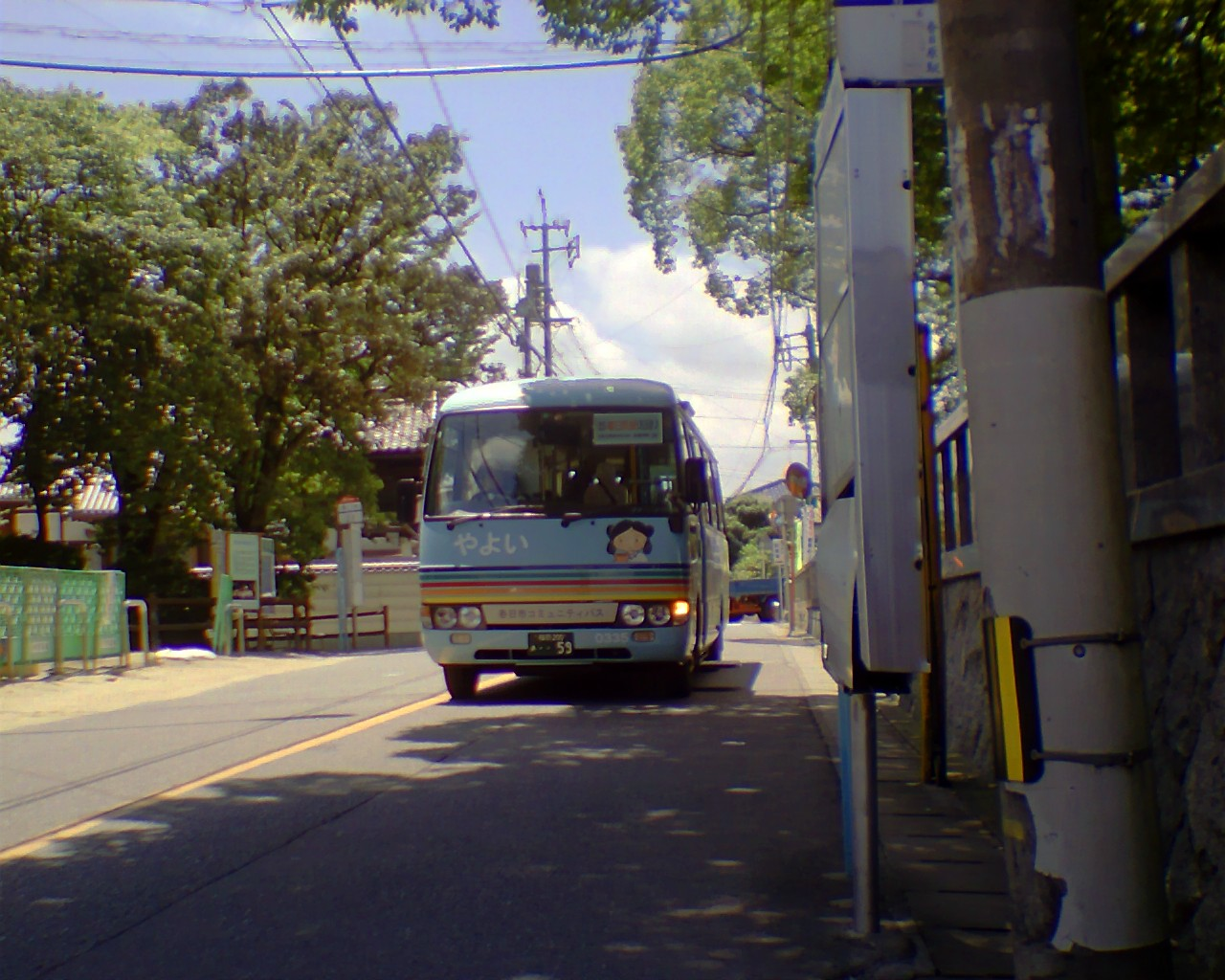
春日神社前付近を走る「やよい」

全路線とも市域中央部のふれあい文化センターに隣接するバスセンターを始点・終点とする循環運行である。市域北部の桜ヶ丘地区や福岡徳洲会病院などを経由する桜ヶ丘線、市域北西部の須玖地区などの住宅地を経由する須玖線、市域南西部の上白水地区や博多南駅・白水大池公園を経由する上白水線、市域南部の星見ヶ丘地区を経由する星見ヶ丘線、市域南東部の平田台やザ・モール春日を経由する平田台線、市域東部・北東部の春日駅・春日原駅・春日市役所・春日公園などを経由する春日原線・春日公園線の7路線がある。
全路線とも1便から12便まで12本の運行で、両方向を交互に運行し、1周の所要時間は35分から45分程度で、8時30分から18時過ぎまで55分間隔で運行する。バスセンターの発車時刻は全路線とも同一、バスセンターへの終着時刻もほぼ同一で、バスセンターで各路線相互間を10分前後で乗り継ぐことができるダイヤとなっている。
※【 】内は一方方向の便のみが停車するバス停
1：■桜ヶ丘線
バスセンター - 大谷2丁目 - 福祉ぱれっと館前 - 住吉神社前 - 小倉5丁目 - 小倉6丁目 - 岡本4丁目 - 奴国の丘歴史資料館前 - 大和町5丁目 - 【サン・ビオ公民館前（須玖北回りのみ）】 - 日の出町公民館前 - 日の出町2丁目 - 桜ヶ丘公民館前 - 桜ヶ丘公園前 - 徳洲会病院 - 【須玖北公園前（桜ヶ丘回り） / 桜ヶ丘2丁目（須玖北回り）】 - 御陵 - 須玖北公民館入口 - 須玖北5丁目ぶどうの庭入口 - 岡本1丁目 - 奴国の丘歴史資料館前 - 岡本4丁目 - 小倉6丁目 - 小倉5丁目 - 住吉神社前 - 福祉ぱれっと館前 - 大谷2丁目 - バスセンター
桜ヶ丘回り（奇数便）は上記の順番で運行、須玖北回り（偶数便）は上記と逆順で運行。
2：■須玖線
バスセンター - 大谷2丁目 - 福祉ぱれっと館前 - いきいきプラザ前 - 社会福祉センター前 - 下白水北3丁目 - 下白水南4丁目 - 下白水北7丁目 - 泉3丁目 - 泉公民館前 - 泉1丁目 - 下白水北5丁目 - 福岡女学院前 - 須玖南5丁目 - 須玖南公民館前 - 須玖南4丁目 - 須玖交差点 - 須玖北5丁目ぶどうの庭入口 - 岡本1丁目 - 岡本交差点 - 徳洲会病院 - 岡本交差点 - 岡本1丁目 - 須玖南1丁目 - 須玖小学校前 - 弥生1丁目 - 弥生公民館前 - 須玖南親水公園前 - 竹の本団地前 - 北スポーツセンター前 - 昇町1丁目 - いきいきプラザ前 - 福祉ぱれっと館前 - 大谷2丁目 - バスセンター
泉回り（奇数便）は上記の順番で運行、弥生回り（偶数便）は上記と逆順で運行。
3：■上白水線
バスセンター - 大谷2丁目 - 【春日小学校前（博多南駅回り） / 福祉ぱれっと館前（天神山回り）】 - 昇町4丁目 - 一の谷6丁目 - 春日西中学校前 - 春日西小学校前 - 上白水公民館前 - 上白水公園前 - 中白水 - JR博多南駅 - 上白水公民館入口 - ウトグチ瓦釜展示館前 - 白水ヶ丘公民館前 - 白水ヶ丘中央公園前 - 白水ヶ丘1丁目 - 白水池3丁目 - 白水大池公園ちびっこ広場前 - 白水池2丁目 - 白水池公民館前 - 天神山3丁目 - 天神山 - 池の下 - 春日西小学校前 - 春日西中学校前 - 一の谷6丁目 - 一の谷1丁目 - 昇町5丁目 - 大谷公民館前 - ふれあい文化センター前 - バスセンター
博多南駅回り（奇数便）は上記の順番で運行、天神山回り（偶数便）は上記と逆順で運行。
4：■星見ヶ丘線
バスセンター - ふれあい文化センター前 - 大谷公民館前 - 昇町5丁目 - 一の谷1丁目（塚原台回りのみ） - 昇町6丁目 - 昇町7丁目（塚原台回りのみ） - 大土居 - 白水大池公園噴水前 - 春日南中学校前 - 松ヶ丘2丁目 - 松ヶ丘公民館前 - 松ヶ丘6丁目 - ナギの木苑前 - 星見ヶ丘2丁目 - ≪星見ヶ丘3丁目 - 大丸池公園前≫ - 星見ヶ丘2丁目 - 星見ヶ丘入口 - 塚原台2丁目南 - 塚原台2丁目北 - 塚原台1丁目 - 春日10丁目 - 春日6丁目 - 春日8丁目 - ちくし台5丁目 - 紅葉ヶ丘東2丁目 - ちくし台1丁目 - 若葉台西7丁目 - バスセンター
昇町回り（奇数便）は上記の順番で運行、塚原台回り（偶数便）は上記と逆順で運行。ただし、≪ ≫内の区間は右回りと同一順序。
5：■平田台線
バスセンター - 若葉台西7丁目 - 紅葉ヶ丘公民館前 - 昇町7丁目 - 大土居 - 大土居1丁目 - 大土居2丁目 - 大土居公民館前 - 惣利公民館前 - 惣利3丁目 - 惣利4丁目 - 惣利2丁目 - 平田台5丁目 - 平田台公民館前 - 平田台4丁目 - 平田台3丁目 - 平田台1丁目 - 位瀬公園前 - ザ・モール春日店前 - 惣利5丁目 - 春日10丁目 - 紅葉ヶ丘第4公園前 - 紅葉ヶ丘東10丁目 - 紅葉ヶ丘第3公園前 - 紅葉ヶ丘東8丁目 - 紅葉ヶ丘東2丁目 - ちくし台1丁目 - 若葉台西7丁目 - バスセンター
大土居回り（偶数便）は上記の順番で運行、紅葉ヶ丘回り（奇数便）は上記と逆順で運行。
6：■春日公園線
バスセンター - 若葉台西7丁目 - ちくし台1丁目 - 紅葉ヶ丘東2丁目 - ちくし台5丁目 - 春日8丁目 - 春日6丁目 - 春日5丁目 - 春日神社前 - 春日2丁目 - 御供田公園前（春日神社回りのみ） - 春日公園2丁目 - JR大野城駅 - 春日大橋 - 春日公園1丁目 - 春日公園前 - 市役所前 - 春日原小学校前 - 西鉄春日原駅前 - JR春日駅 - 春日警察署前 - 市役所入口（春日神社回りのみ） - 水道企業団前 - 若葉台東公民館入口 - 若葉台東3丁目 - ちくし台2丁目 - 若葉台西7丁目 - バスセンター
春日神社回り（奇数便）は上記の順番で運行、若葉台東回り（偶数便）は上記と逆順で運行。
7：■春日原線
バスセンター - 小倉2丁目 - 小倉1丁目 - 大和町4丁目 - 大和公園前 - 宝町公民館前 - 光町2丁目 - 千歳町3丁目 - 千歳町公民館前 - JR春日駅 - 西鉄春日原駅前 - 春日原南町 - 春日原小学校前 - 市役所前 - 【市役所入口（宝町回り） / 春日7丁目（市役所回り）】 - アクロスモール春日前 - 惣利5丁目 - 春日10丁目 - 紅葉ヶ丘第四公園前 - 紅葉ヶ丘東10丁目 - 紅葉ヶ丘第三公園前 - 紅葉ヶ丘東8丁目 - 紅葉ヶ丘東2丁目 - ちくし台1丁目 - 若葉台西7丁目 - バスセンター
宝町回り（奇数便）は上記の順番で運行、市役所回り（偶数便）は上記と逆順で運行。

## 運賃について
- 小学生以上 - 100円[12]
  - 未就学児は小学生以上の同伴者1人につき3人まで無料（同伴者なしの場合は100円）、4人目から100円[12]。
  - バスセンター到着時に乗り継ぎカードを受け取ると、到着直後に発車するバスへの乗り継ぎが無料[12]。
- 運賃支払いは後払い[12]。
- 西鉄の発行するnimocaが利用可能[12]。JR九州が発行するSUGOCA、福岡市交通局が発行するはやかけんなど、nimocaとの相互利用に対応する交通系ICカードも利用可能。これ以外の西鉄発行の乗車券・定期券は利用できない[12]。
- 障害者割引はない。
  - 一般の西鉄バスと共通のシステムのカードリーダーを設置しているため、障がい者用nimocaを使用すると、運賃の半額である50円が引かれるが、当コミュニティバスでは障害者割引がないため、もう一度50円を引く形で100円を支払う必要がある。
  - 70歳以上の春日市民に関しては、事前申込みで発行される専用のICカードを利用することによって運賃が無料となる[10]。

## 車両
2013年8月26日より二代目車両として新規に導入した日野ポンチョを8台使用している。青色地に春日市のマスコットである「かすがくん」と「あすかちゃん」等が描かれている。座席は全席前向き。西鉄の社番も振られている。
運行開始時には三菱ローザを6台導入した。車体塗装は愛称名と同時に春日市民を対象とした一般公募における39件の応募の中から選定された。現行車両よりやや薄めのスカイブルー地、前面に青・緑・赤・オレンジ・黄色の帯、前面・側面・後部に弥生時代をイメージした丘・山・木・弥生土器・弥生人などのイラストを入れた塗装で、座席は横向き・前向きの混合シートで、後部に車いす乗降用のリフトを装備していた。
車両は大野城市にある西鉄バス二日市本社に所属している。1路線に1台、計7台が運行に就き、残りの1台が予備としてバスセンター内で待機する運用形態であり、8台すべてを使用する。検査などの場合は西鉄バス二日市本社の三菱ローザが代走することがある。